# ドゥシャン・ヨヴァンチッチ
ドゥシャン・ヨヴァンチッチ（セルビア語: Dušan Jovančić, Душан Јованчић、1990年10月19日 - ）は、セルビアのサッカー選手。ポジションはMF。

## クラブ歴

### ゼムン以前
2008年にFKスラヴィヤ・ベオグラードで選手となった。2010年に期限付き移籍でFKシュマディヤ・ヤグニロに移籍し、その後完全移籍した。
2011年にFKゼムンに完全移籍。

### ボラツ・チャチャク
2012年にFKボラツ・チャチャクに移籍、これは同クラブのスポーツディレクターであるスロボダン・イリッチが彼のベオグラードサッカー連盟のアマチュア選抜でのプレーを評価しての誘いからであった。2015年12月2日にはセルビア・カップ2回戦でレッドスター・ベオグラードを5-1で粉砕する大番狂わせを起こしたが、彼はこのメンバーの一人であった2012年から2016年にかけて88試合に出場した。

### ヴォイヴォディナ
2016年1月に2年契約でFKヴォイヴォディナ・ノヴィ・サドに移籍。2018年1月にはパルチザン・ベオグラードからのオファーを断って半年の契約延長をした。同年夏に退団したが、この頃の彼はチームの主将であった。 

### レッドスター・ベオグラード
2018年5月29日にレッドスター・ベオグラードに1年延長オプションつきの2年契約で加入。守備的ミッドフィールダーのミチェル・ドナルドの代わりとしての獲得であった。同年11月6日に行われたUEFAチャンピオンズリーグ 2018-19 グループリーグ・リヴァプールFC戦でハムストリングスを痛めて途中交代した。なお試合自体はミラン・パヴコヴの2得点でリヴァプールを完封し、これも番狂わせであった。なお彼はこのシーズン、セルビア・スーペルリーガベストイレブンに選出された。